# Častkovce
Častkovce este o comună slovacă, aflată în districtul Nové Mesto nad Váhom din regiunea Trenčín. Localitatea se află la altitudinea de 177 m deasupra n.m., se întinde pe o suprafață de 7,54 km2 și în 2017 număra 1.486 de locuitori.

## Istoric
Localitatea Častkovce este atestată documentar din 1392.

## Demografie
| An:                | 1994 | 2004   | 2014    | 2024    |
| ------------------ | ---- | ------ | ------- | ------- |
| Număr de persoane: | 987  | 1014   | 1263    | 1719    |
| Diferență:         |      | +2,73% | +24,55% | +36,10% |

| An:                | 2023 | 2024   |
| ------------------ | ---- | ------ |
| Număr de persoane: | 1705 | 1719   |
| Diferență:         |      | +0,82% |